# Dictyocoprotus mexicanus
Dictyocoprotus mexicanus — вид грибів, що належить до монотипового роду Dictyocoprotus.

## Поширення і середовище існування
Знайдений на гною гризунів у штаті Баха-Каліфорнія, Мексика.